# Kraftwerk Buschhaus
Das Kraftwerk Buschhaus ist ein stillgelegtes deutsches Braunkohlekraftwerk im Helmstedter Revier im Süden von Helmstedt. Es hatte eine Bruttoleistung von 392 (netto 352) Megawatt und wurde von der Helmstedter Revier GmbH betrieben. Das Kraftwerk stellte Ende September 2016 seinen regulären Betrieb ein und diente bis 30. September 2020 als Sicherheitsbereitschaft. Zum 1. Oktober 2020 erfolgte die vollständige Stilllegung.

## Beschreibung
Die Betreibergesellschaft Helmstedter Revier GmbH für das Kraftwerk und den Tagebau Schöningen wurde im September 2013 neu gegründet, bevor die E.ON Kraftwerke GmbH das Kraftwerk an die MIBRAG verkaufte, die sich in Besitz der tschechischen EP Energy a.s. befindet. Im Jahre 2002 wurde das Kraftwerk modernisiert. Es produzierte jährlich 2,2 Millionen Tonnen CO2; dies entspricht 1200 g CO2 pro erzeugter kWh. Das Kraftwerk Buschhaus gehörte damit zu den 30 Kohlekraftwerken mit dem größten absoluten CO2-Ausstoß in Deutschland. Für das Berichtsjahr 2010 wies das europäische Schadstoffemissionsregister für das Kraftwerk Buschhaus Emission von 2,21 Millionen Tonnen CO2, 1780 Tonnen Schwefeloxide, 1380 Tonnen Stickoxide und 81,3 kg Quecksilber aus. Es befindet sich in unmittelbarer Nachbarschaft zur Abfallverwertungsanlage Helmstedt.
Die Laufzeit des Kraftwerks Buschhaus war von den Betreibern bis 2030 geplant. Die Vorkommen im Tagebau Schöningen wären allerdings rechnerisch bereits 15 Jahre vorher erschöpft gewesen, weshalb das Kraftwerk mit Kohle aus dem Mitteldeutschen Revier beliefert werden sollte. Für den Bedarf hätten pro Tag 6000 Tonnen Braunkohle per Zug geliefert werden müssen. Durch die Überführung in die Sicherheitsbereitschaft endete die Kohleverstromung ungefähr wie ursprünglich geplant. Nach Beschluss des Aufsichtsrates der MIBRAG auf Betreiben des Bundeswirtschaftsministeriums zur Erfüllung der Klimaschutzziele der Bundesregierung sollte das Kraftwerk spätestens ab 1. Oktober 2016 für vier Jahre in Sicherheitsbereitschaft genommen und danach stillgelegt werden. Im Vorfeld der Abschaltung wurde die Kohlenförderung im Tagebau Schöningen am 30. August 2016 eingestellt. Die gelagerte Kohle sollte für einen Betrieb des Kraftwerks Buschhaus höchstens bis zum geplanten Abschalttermin ausreichen, ging aber bereits am 23. September 2016 zur Neige, woraufhin das Kraftwerk vorzeitig abgeschaltet wurde.

## Geschichte

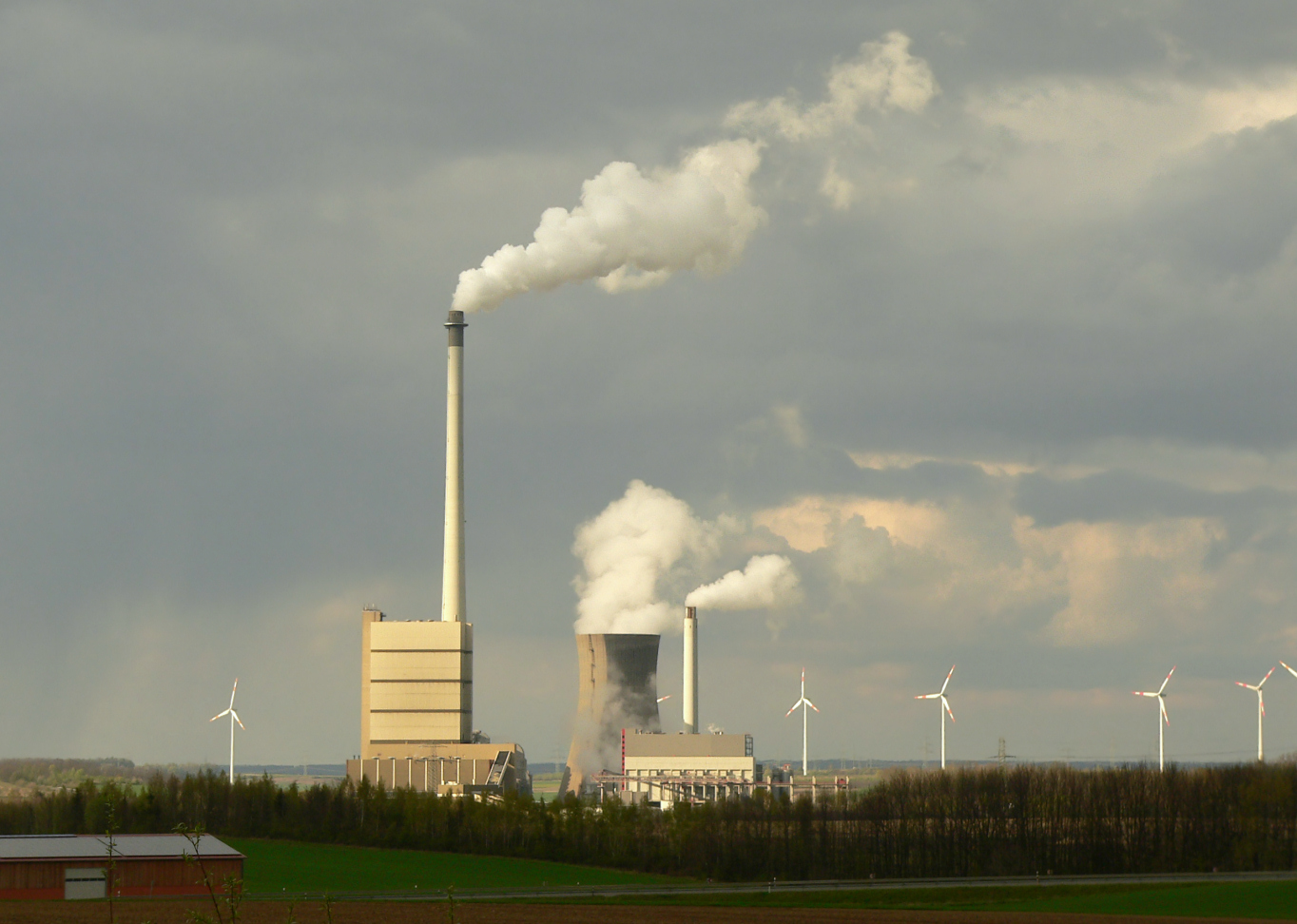
Kraftwerk Buschhaus

Der Name Buschhaus geht auf ein nahe Büddenstedt gelegenes Wohnhaus zurück, das die Herzoglichen Braunkohlenbergwerke 1863 für ihre Bergarbeiter erbaut hatten und dem der Name Buschhaus gegeben wurde. 1972 musste es dem Tagebau weichen und wurde abgerissen. 1977 begann ein Raumordnungsverfahren für den Bau eines neuen Kraftwerks, dessen Standort nahe dem ehemaligen Buschhaus gewählt wurde. Am 8. Mai 1979 beschloss der Aufsichtsrat der Braunschweigischen Kohlen-Bergwerke AG, das neue Kraftwerk nach der alten Bezeichnung Buschhaus zu nennen.
Das Kraftwerk wurde Ende der 1970er-Jahre geplant und sollte mit der schwefelhaltigen (10-facher Schwefelgehalt wie Kohle aus dem Rheinischen Revier) Salzkohle der Umgebung betrieben werden. Für die benötigte Menge wurde eigens ein neuer Tagebau, der Tagebau Schöningen, aufgefahren. Der Bau des Kraftwerks begann 1980.
Der damalige Betreiber Braunschweigische Kohlen-Bergwerke (BKB) stützte sich auf die CDU-geführte Niedersächsische Landesregierung und verweigerte den Einbau einer Rauchgasentschwefelungsanlage als nicht dem Stand der Technik entsprechend. Ein sehr hoher Schornstein sollte stattdessen für eine Verteilung der Schadstoffe sorgen.
Die Einsicht zum Einbau der Rauchgasentschwefelungsanlage in Buschhaus setzte sich erst langsam durch. Nach Ansicht der Landesregierung wäre die Nachrüstung erst nach der Inbetriebnahme des Kraftwerks Buschhaus möglich gewesen. In dieser Zeit gab es mehrere Protestaktionen von Umweltschützern, unter anderem von Greenpeace-Aktivisten, die am 3. August 1984 in einer spektakulären Aktion den Kühlturm erklommen und ein Transparent mit der Aufschrift „So nicht!“ entrollten.
Die neue Bundesregierung Kohl setzte sich aufgrund des starken politischen Drucks für eine zwei Jahre spätere Inbetriebnahme von Buschhaus ein, um dann mit einer Entschwefelungsanlage den Betrieb anzufahren. Damit stand sie gegen die niedersächsische Landesregierung von Ernst Albrecht. In einer von der SPD einberufenen Sondersitzung des Bundestages am 31. Juli 1984, zu der die Abgeordneten aus dem Urlaub gerufen wurden, beschlossen die Politiker einen Kompromiss: Buschhaus durfte ans Netz gehen, ohne Rauchgasentschwefelungsanlage jedoch nicht die schwefelhaltige Salzkohle verfeuern, sondern schwefelarme Kohlesorten aus anderen Bergwerken. Durch weitere juristische Auseinandersetzungen wurde die Inbetriebnahme noch bis zum März 1985 verschoben. Am 30. Juli 1985 ging das Kraftwerk ans Netz.
Es hatte fortan einen Anteil von 0,4 % an der westdeutschen Elektroenergieerzeugung. Mit 6 % Anteil an den landesweiten Schadstoffemissionen wurde es von westdeutschen Medien oft als „größte Dreckschleuder der Nation“ bezeichnet. Auch die DDR beschwerte sich über das Kraftwerk, das mehr Schwefeldioxidemmissionen als der ganze Bezirk Magdeburg erzeugen würde.

## Schornstein, Kühlwasserversorgung und Netzanschluss
Das Kraftwerk verfügt über einen 307 Meter hohen Schornstein, der bis zur Kraftwerksstilllegung im September 2016 der höchste in Betrieb befindliche in Deutschland war.
Das Kraftwerk liegt nicht an einem Gewässer. Das Brauch- und Kühlwasser wurde aus Tiefbrunnen sowie aus dem Oberflächenwasser des stillgelegten Braunkohletagebaus Alversdorf bei Offleben gewonnen.
Das Kraftwerk speiste auf der 380-kV-Ebene über die Schaltanlage Helmstedt in das Übertragungsnetz von TenneT TSO ein.

## Sonstiges
Das Wasserrückhaltebecken des Kraftwerks entstand auf der Fundstelle des Erdwerks von Esbeck, einer im 6. Jahrtausend v. Chr. errichteten Befestigungs- und Siedlungsanlage. Diese Stelle war bereits seit 1974 bekannt, nachdem ein Landwirt auf seinem Acker prähistorische Scherben gefunden hatte. Vor dem Bau des Kraftwerks fanden ab 1981 auf einer Fläche von rund 10.000 m² unter Leitung der Archäologen Hartmut Thieme und Mamoun Fansa vom Hannoverschen Institut für Denkmalpflege Ausgrabungen statt. Das dadurch erlangte Fundgut umfasst etwa 3000 Teile von Keramikgefäßen, 8000 Feuersteinartefakte sowie 3000 Felsgesteinobjekte.